# أوتليا قلبية
أوتليا قلبية (الاسم العلمي:Ottelia cordata) هي نوع من النباتات يتبع جنس الأوتليا من الفصيلة الحب المائية.